# Куп'янський провулок (Київ)
Ку́п'янський прову́лок — провулок у Солом'янському районі Києва, місцевість Монтажник. Пролягає від Куп'янської вулиці до вулиці Миколи Миклухи-Маклая.

## Історія
Виник у середині ХХ століття (не раніше 1949 року). Сучасна назва — з 1950-х років, від Куп'янської вулиці, що пролягає поряд.